# Lista de municípios da Região Nordeste do Brasil por IDH
Este anexo é uma lista dos municípios do nordeste com os melhores Índices de Desenvolvimento Humano (IDH) de acordo com os dados divulgados pelo Programa das Nações Unidas para o Desenvolvimento. O IDH é uma medida comparativa usada para classificar os países pelo seu grau de "desenvolvimento humano" e para separar os países desenvolvidos (elevado desenvolvimento humano), em desenvolvimento (desenvolvimento humano médio) e subdesenvolvidos (desenvolvimento humano baixo). A estatística é composta a partir de dados de expectativa de vida ao nascer, educação e PIB (PPC) per capita (como um indicador do padrão de vida) recolhidos a nível nacional. Todo ano, os países membros da ONU são classificados de acordo com essas medidas. O IDH também é usado por organizações locais ou empresas para medir o desenvolvimento de entidades subnacionais como estados, cidades, aldeias, etc.

## Critérios e escala
A partir do relatório de 2010, o IDH combina três dimensões:
- Grau de escolaridade: média de anos de estudo da população adulta e expectativa de vida escolar, ou tempo que uma criança ficará matriculada;
- Renda: Renda Nacional Bruta (RNB) per capita, baseada na paridade de poder de compra dos habitantes. Esse item tinha por base o PIB (Produto Interno Bruto) per capita, no entanto, a partir de 2010, ele foi substituído pela Renda Nacional Bruta (RNB) per capita, que avalia praticamente os mesmos aspectos que o PIB, no entanto, a RNB também considera os recursos financeiros oriundos do exterior;
- Nível de saúde: baseia-se na expectativa de vida da população, reflete as condições de saúde e dos serviços de saneamento ambiental.

Os resultados obtidos são agrupados na seguinte escala:
- 0,800 a 1,000 Muito Alto
- 0,700 a 0,799 Alto
- 0,600 a 0,699 Médio
- 0,500 a 0,599 Baixo
- 0,000 a 0,499 Muito Baixo

## Lista
Abaixo estão tabelados os municípios nordestinos com os 40 maiores IDH municipais (IDH-M).
| \| \| \| \| \| \| \| \| \| \| \| \| \| \| \| | Município               | UF                  | IDHM (2010) |
| -------------------------------------------- | ----------------------- | ------------------- | ----------- |
| 1                                            | Fernando de Noronha     | Pernambuco          | 0.788       |
| 2                                            | Recife                  | Pernambuco          | 0,772       |
| 3                                            | Aracaju                 | Sergipe             | 0,770       |
| 4                                            | São Luís                | Maranhão            | 0,768       |
| 5                                            | Parnamirim              | Rio Grande do Norte | 0,766       |
| 5                                            | Natal                   | Rio Grande do Norte | 0,763       |
| 6                                            | João Pessoa             | Paraíba             | 0,763       |
| 7                                            | Salvador                | Bahia               | 0,759       |
| 8                                            | Fortaleza               | Ceará               | 0,754       |
| 9                                            | Lauro de Freitas        | Bahia               | 0.754       |
| 10                                           | Teresina                | Piauí               | 0,751       |
| 11                                           | Cabedelo                | Paraíba             | 0.748       |
| 12                                           | Olinda                  | Pernambuco          | 0.735       |
| 13                                           | Paulista                | Pernambuco          | 0.732       |
| 14                                           | Imperatriz              | Maranhão            | 0,731       |
| 15                                           | Paço do Lumiar          | Maranhão            | 0.724       |
| 16                                           | Barreiras               | Bahia               | 0,721       |
| 17                                           | Mossoró                 | Rio Grande do Norte | 0,720       |
| 18                                           | Campina Grande          | Paraíba             | 0,720       |
| 19                                           | Jaboatão dos Guararapes | Pernambuco          | 0.717       |
| 20                                           | Luís Eduardo Magalhães  | Bahia               | 0,716       |
| 21                                           | Sobral                  | Ceará               | 0,714       |
| 22                                           | Crato                   | Ceará               | 0,713       |
| 23                                           | Itabuna                 | Bahia               | 0,712       |
| 24                                           | Feira de Santana        | Bahia               | 0,712       |
| 25                                           | Caicó                   | Rio Grande do Norte | 0,710       |
| 26                                           | São José de Ribamar     | Maranhão            | 0,708       |
| 27                                           | Madre de Deus           | Bahia               | 0,708       |
| 28                                           | Várzea                  | Paraíba             | 0,707       |
| 29                                           | Petrolina               | Pernambuco          | 0.702       |
| 30                                           | Patos                   | Paraíba             | 0,701       |
| 31                                           | Eusébio                 | Ceará               | 0,701       |
| 32                                           | Santo Antônio de Jesus  | Bahia               | 0,700       |
| 33                                           | Floriano                | Piauí               | 0,700       |
| 34                                           | Cruz das Almas          | Bahia               | 0,699       |
| 35                                           | Picos                   | Piauí               | 0,698       |
| 36                                           | Camaçari                | Bahia               | 0,694       |
| 37                                           | Juazeiro do Norte       | Ceará               | 0,694       |
| 38                                           | São José do Seridó      | Rio Grande do Norte | 0,694       |
| 39                                           | Candeias                | Bahia               | 0,691       |
| 40                                           | Irecê                   | Bahia               | 0,691       |
|                                              |                         |                     |             |
|                                              |                         |                     |             |
|                                              |                         |                     |             |
|                                              |                         |                     |             |